# محمد غانم
محمد غانم، لاعب كرة قدم قطري سابق.

## كأس الخليج 1974
و قد سجل هدف في مرمى منتخب السعودية لكرة القدم، وقد اختير أفضل لاعب في البطولة.